# Juliette Binoche

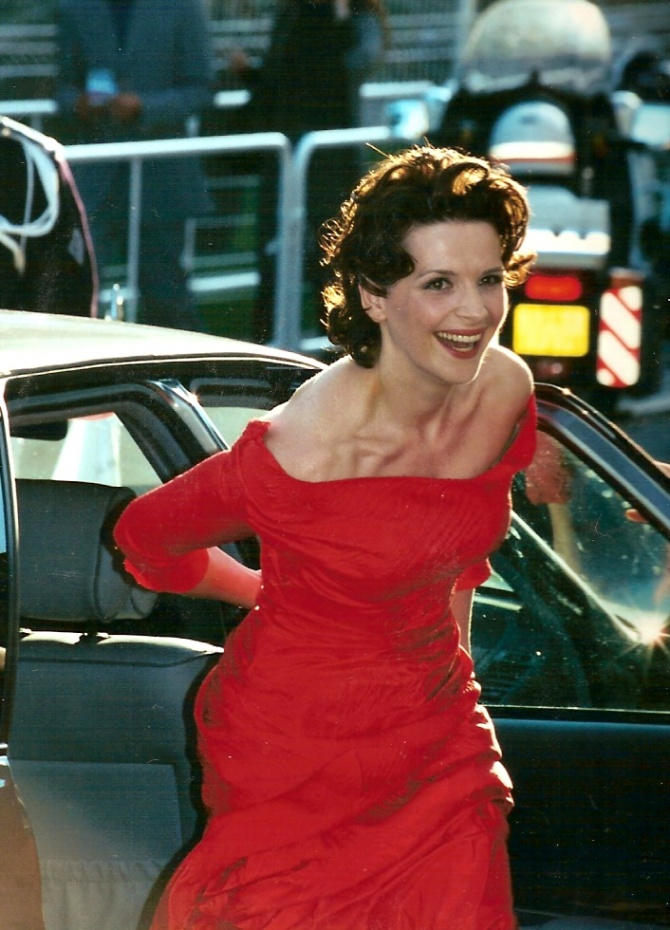
Juliette Binoche vid Filmfestivalen i Cannes år 2000.

Juliette Binoche, född 9 mars 1964 i Paris, är en fransk skådespelerska.
Hon belönades med en Oscar 1997 för Bästa kvinnliga biroll i Den engelske patienten (1996) och var 2001 nominerad till en för Bästa kvinnliga huvudroll i Chocolat (2000). Därutöver har hon vunnit och nominerats till ett stort antal priser.

## Filmografi (urval)
- 1983 – Liberty belle
- 1986 – Ont blod
- 1988 – Varats olidliga lätthet
- 1991 – De älskande på Pont-Neuf
- 1992 – Svindlande höjder
- 1992 – Begär
- 1993 – Frihet - den blå filmen
- 1994 – Den vita filmen
- 1994 – Den röda filmen
- 1995 – Ryttare på taket
- 1996 – Det bor en fransk kvinna i min lägenhet
- 1996 – Den engelske patienten
- 1998 – Älska mig bort
- 1999 – Barn av sitt sekel
- 2000 – Änkan från Saint-Pierre
- 2000 – Kod okänd
- 2000 – Chocolat
- 2002 – Jet Lag
- 2004 – In My Country
- 2005 – Dolt hot
- 2005 – Bee Season
- 2005 – Mary
- 2006 – Paris, je t'aime
- 2006 – A Few Days in September
- 2006 – Breaking and Entering
- 2007 – Höst i Paris
- 2007 – Min brors flickvän
- 2008 – Paris
- 2008 – Sommarminnen
- 2010 – Möte i Toscana
- 2011 – Son of No One
- 2011 – Elle
- 2012 – Cosmopolis
- 2013 – Tusen gånger god natt
- 2013 – Camille Claudel 1915
- 2014 – Godzilla
- 2014 – Moln över Sils Maria
- 2015 – I väntan på ett mirakel
- 2017 – Let The Sunshine In
- 2019 – Sanningen

### Webbkällor
- The Independent